# Etterbeek
Etterbeek egyike a Brüsszel fővárosi régió tizenkilenc alapfokú közigazgatási egységének, községének. A következő brüsszeli területi önkormányzatokkal szomszédos: Brüsszel Belváros, Ixelles/Elsene, Auderghem/Oudergem, Woluwe-Saint-Pierre/Sint-Pieters-Woluwe, Woluwe-Saint-Lambert/Sint-Lambrechts-Woluwe és Schaerbeek/Schaarbeek.

## A városrész története
A legenda szerint Gertrúd, Landeni Pippin lánya alapított itt egy kápolnát a 8. században. I. Ottó egyik 966-ban kelt okirata említi Iatrebache templomát. Az Ietrebecca név valószínűleg a kelta gyökerű gyors mozgást jelentő „ett” szóból, és a holland patak jelentésű „beek” szóból származik, az elnevezés ebben a formában először 1127-ben fordul elő okiratban. A jelenlegi helyesírással először 1138-ban fordul elő okiratban a helynév, amikor egy újabb és nagyobb templomot építettek itt.
A középkorban Etterbeek kicsi, Brüsszeltől független vidéki falu volt, ha nem számítjuk a Brüsszelnek fizetendő söradót, melyet II. János, Brabant hercege idején, 1300 körül kellett fizetni. Az elkövetkező két évszázad számos fájdalmas eseményt tartogatott a település számára: 1489-ben Albert, Saxe hercege feldúlta a falut az Ausztriai Miksa ellen küzdő lázadók üldözése közben, 1580-ban a falut újra elpusztították a képrombolók a protestáns reformációs háborúk során. Albert főherceg és Izabella uralkodása alatt újra béke költözött a településre.
1672-ben Etterbeek függetlenedett a szomszédos Sint-Genesius-Rode-tól, amikor II. Károly spanyol király bárósággá léptette elő. Első bárója Don Diego-Henriquez de Castro volt, a hollandiai spanyol seregek főkincstárnoka. Castro házát 1767-ben eladták, de ma is látható a városrész legöregebb épületeként.
A francia uralom alatt Etterbeeket önkormányzattá (commune) alakították a Sint-Stevens-Woluwe kantonon belül. Akkortól, de különösen az 1830-as belga forradalom és Brüsszel fővárossá fejlődése óta Ettrebeek népessége gyorsan nőtt. 1876-ban már több mint 10 000 lakosa volt, 1900-ban több mint 20 000, és 1910-ben több mint 33 000. A 20. század első évtizedében II. Lipót belga király uralkodása idején ugrásszerűen megnőtt az építkezések száma, a város arculata megváltozott a napjainkban a városrészt jellemző széles utcák és lakóövezetek kialakításával.

## Látnivalók

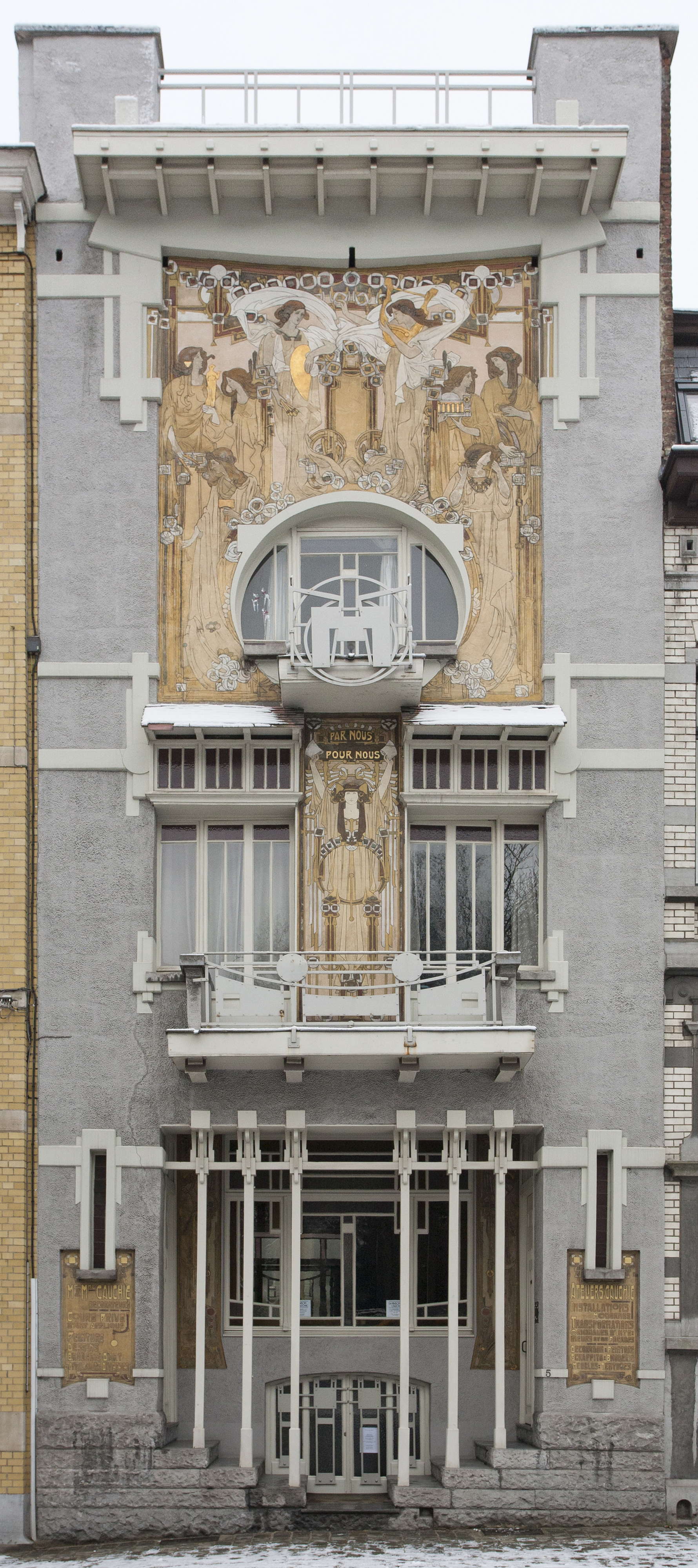
A Cauchie-ház

- Két katolikus templom található Etterbeekben (az egyik a Saint-Antoine-templom). A harmadik katolikus templomot a kilencvenes években lebontották, mivel az összeomlás szélén állt.
- A Fondation René Carcan nevű alapítvány és múzeum René Carcan egykori műtermében található.
- A Cauchie-házat 1905-ben építette Art Nouveau stílusban Paul Cauchie építész, festő és tervező. A ház homlokzata allegorikus sgrafittójáról nevezetes.
- A városrész legöregebb épülete, az egykori bárói ház 1680-ban épült.
- Néhány zöldterület is található a városrészben, például a Jean-Felix Hap-kert. A jól ismert Cinquantenaire park és a Park Leopold határosak a városrész területével.

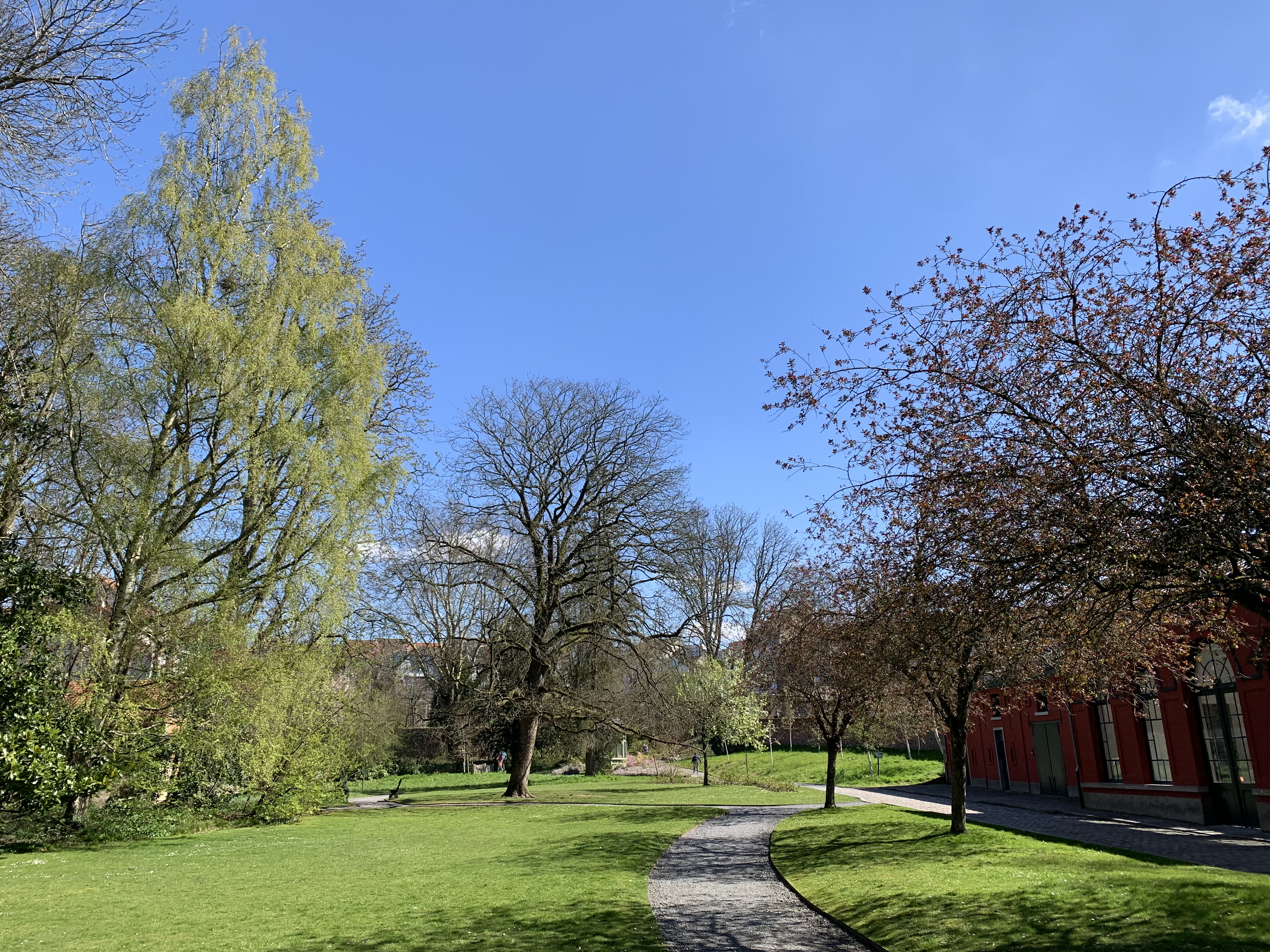
Jean-Felix Hap-kert

## Külső hivatkozások
- Etterbeek hivatalos weboldala (franciául és hollandul)